# Од злата јабука (филм)
Од злата јабука је југословенски драмски филм из 1986. године. Режирао га је Никола Стојановић који је написао и сценарио заједно са Велимиром Стојановићем и у сарадњи са Миленком Вучетићем. Ово је иначе последњи филм Павла Вуисића.

## Радња
Херцеговачка породица је прве године после рата одлучила да крене пут Војводине у колонизацију. У питомини војвођанског амбијента их чекају нова искушења која нису нимало лака. Судбине појединих чланова породице трагично се ломе.

## Улоге
| Глумац               | Улога                                   |
| -------------------- | --------------------------------------- |
| Данило Лазовић       | Павле Вукобрат                          |
| Љуба Тадић           | Новак Вукобрат                          |
| Ненад Ненадовић      | Горчин Вукобрат                         |
| Нада Ђуревска        | Стамена Вукобрат                        |
| Теја Глажар          | Лиза                                    |
| Мира Фурлан          | Мирјана                                 |
| Љиљана Крстић        | Баба Тодора                             |
| Павле Вуисић         | Страхиња                                |
| Милан Срдоч          | Милија Вукобрат                         |
| Мило Мирановић       | Симеун Вукобрат                         |
| Предраг Ејдус        | Лекар                                   |
| Богдан Диклић        | Аљоша                                   |
| Бранко Цвејић        | Комуниста из комитета                   |
| Миодраг Крстовић     | Митар Вукобрат                          |
| Миа Беговић          | Мађарица Рената                         |
| Јован Никчевић       | Херцеговац на свадби                    |
| Стеван Гардиновачки  | Одборник                                |
| Мелита Бихали        | Дебела                                  |
| Миливоје Томић       | Наставник                               |
| Слободан Велимировић | Комуниста који је дошао да хапси Данила |
| Синиша Ђорђевић      | Младен Вукобрат                         |
| Ранко Гучевац        |                                         |
| Јасмин Гељо          |                                         |
| Влајко Шпаравало     |                                         |
| Златко Мартинчевић   |                                         |
| Сена Мустајбашић     |                                         |
| Вања Антуновић       |                                         |

## Награде
- На 33. Пулском филмском фестивалу 1986. године глумица Нада Ђуревска награђена је за женску епизодну улогу у филму.[3]

## Занимљивост
- Ово је последњи филм Павла Вуисића.[5]